# Марк (Теодосис)
Епископ Марк Теодосис (Феодосис) (греч. Επίσκοπος Μάρκος Θεοδόσης) — епископ Александрийской православной церкви, епископ Кисумский и Западной Кении.

## Биография
Родился в городе Йоханнесбурге, Южная Африка, в семье греков-эмигрантов с Кипра. Вырос в близлежащем городке Бенони, где закончил английскую гимназию и греческий лицей.
По совету митрополита Йоханнесбургского и Преторийского Иоанна (Захариу) отправился обучаться богословию на богословский факультет Университета Аристотеля в Салониках со стипендией от министерства по делам Македонии.
1 января 2001 года патриархом Александрийским Петром VII был рукоположен в сан диакона, а в августе того же года митрополитом Йоханнесбургским Серафимом (Киккотисом) был рукоположен в сан пресвитера. В 2002 году окончил богословский факультет.
В 2005 году патриархом Александрийским Феодором II был назначен специальным секретарём Патриаршей канцелярии.
С 2007 года служил в Успенском храме Йоханнесбургской митрополии, а с 2008 года — в храме святого Афанасия в Бенони, где он помогал с молодёжной группой, классами катехизиса и группой изучения Библии.
9 октября 2019 года был избран епископом Кисумским и Западной Кении.
5 декабря того же года в монастыре святого Саввы Освященного состоялась его епископская хиротония, которую совершили: Патриарх Александрийский Феодор II, митрополит Найробский Макарий (Тиллиридис), митрополит Йоханнесбургский Дамаскин (Папандреу), митрополит Суданский Савва (Химонеттос), митрополит Навкратийский Наркисс (Гаммох), епископ Нитрийский Никодим (Булаксис) и епископ Тамиофийский Герман (Галанис).